# Maret Ani
Pour les articles homonymes, voir Ani.
Maret Ani (née le 31 janvier 1982 à Tallinn) est une joueuse de tennis estonienne, professionnelle depuis le début des années 2000.

## Palmarès

### Titre en double dames
Aucun

### Finales en double dames
| No | Date       | Nom et lieu du tournoi | Catégorie | Dotation  | Surface      | Vainqueures                       | Partenaire           | Score           |          |
| -- | ---------- | ---------------------- | --------- | --------- | ------------ | --------------------------------- | -------------------- | --------------- | -------- |
| 1  | 07-04-2003 | Estoril Open Estoril   | Tier IV   | 140 000 $ | Terre (ext.) | Petra Mandula Patricia Wartusch   | Emmanuelle Gagliardi | 6-73, 7-63, 6-2 | Parcours |
| 2  | 28-07-2003 | Idea Prokom Open Sopot | Tier III  | 300 000 $ | Terre (ext.) | Tatiana Perebiynis Silvija Talaja | Libuše Průšová       | 6-4, 6-2        | Parcours |

## Parcours en Grand Chelem

### En simple dames
| Année | Open d'Australie | Open d'Australie | Internationaux de France | Internationaux de France | Wimbledon       | Wimbledon       | US Open         | US Open          |
| ----- | ---------------- | ---------------- | ------------------------ | ------------------------ | --------------- | --------------- | --------------- | ---------------- |
| 2002  | -                | -                | -                        | -                        | -               | -               | 1er tour (1/64) | Martina Müller   |
| 2006  | 1er tour (1/64)  | Gisela Dulko     | 1er tour (1/64)          | Justine Henin            | 1er tour (1/64) | Laura Granville | 1er tour (1/64) | Virginie Razzano |
| 2008  | 1er tour (1/64)  | Angelique Kerber | -                        | -                        | 1er tour (1/64) | Mara Santangelo | 1er tour (1/64) | Tathiana Garbin  |
| 2009  | -                | -                | 1er tour (1/64)          | Alizé Cornet             | -               | -               | -               | -                |

À droite du résultat, l’ultime adversaire.

### En double dames
| Année | Open d'Australie            | Open d'Australie           | Internationaux de France     | Internationaux de France  | Wimbledon                     | Wimbledon                   | US Open                       | US Open                     |
| ----- | --------------------------- | -------------------------- | ---------------------------- | ------------------------- | ----------------------------- | --------------------------- | ----------------------------- | --------------------------- |
| 2003  | -                           | -                          | -                            | -                         | -                             | -                           | 1er tour (1/32) C. Dhenin     | Lisa McShea T. Musgrave     |
| 2004  | 1/2 finale L. Průšová       | S. Kuznetsova Likhovtseva  | 1er tour (1/32) E. Gagliardi | Nadia Petrova Shaughnessy | 1er tour (1/32) S. Talaja     | A. Cargill C. Wheeler       | 1er tour (1/32) T. Perebiynis | S. Kuznetsova Likhovtseva   |
| 2005  | 2e tour (1/16) F. Pennetta  | S. Kuznetsova Alicia Molik | -                            | -                         | -                             | -                           | -                             | -                           |
| 2006  | 2e tour (1/16) Andreea Vanc | Lisa Raymond S. Stosur     | 3e tour (1/8) Meilen Tu      | N. Dechy V. Zvonareva     | 2e tour (1/16) Meilen Tu      | Yuliana Fedak T. Perebiynis | 3e tour (1/8) Meilen Tu       | N. Dechy V. Zvonareva       |
| 2008  | 3e tour (1/8) Meilen Tu     | S. Williams V. Williams    | -                            | -                         | -                             | -                           | -                             | -                           |
| 2009  | 1er tour (1/32) R. Voráčová | Hsieh Su-Wei Peng Shuai    | 2e tour (1/16) Kaia Kanepi   | Vania King M. Niculescu   | 1er tour (1/32) Roberta Vinci | S. Lisicki A. Wozniak       | 1er tour (1/32) Kaia Kanepi   | A.-L. Grönefeld P. Schnyder |

Sous le résultat, la partenaire ; à droite, l’ultime équipe adverse.

### En double mixte
| Année | Open d'Australie | Open d'Australie | Internationaux de France    | Internationaux de France | Wimbledon | Wimbledon | US Open | US Open |
| 2004  | -                | -                | 1er tour (1/16) Martin Damm | Elena Bovina N. Zimonjić | -         | -         | -       | -       |

Sous le résultat, le partenaire ; à droite, l’ultime équipe adverse.

## Parcours aux Jeux olympiques

### En simple dames
| # | Date       | Nom de l'olympiade         | Surface    | Résultat        | Ultime adversaire | Score    |          |
| - | ---------- | -------------------------- | ---------- | --------------- | ----------------- | -------- | -------- |
| 1 | 11/08/2008 | Olympic Tennis Event Pékin | Dur (ext.) | 1er tour (1/32) | Lucie Šafářová    | 6-4, 6-2 | Parcours |

### En double dames
| # | Date       | Nom de l'olympiade           | Surface    | Résultat        | Partenaire  | Ultimes adversaires                | Score    |          |
| - | ---------- | ---------------------------- | ---------- | --------------- | ----------- | ---------------------------------- | -------- | -------- |
| 1 | 15/08/2004 | Olympic Tennis Event Athènes | Dur (ext.) | 1er tour (1/16) | Kaia Kanepi | Alicia Molik Rennae Stubbs         | 6-4, 6-1 | Parcours |
| 2 | 11/08/2008 | Olympic Tennis Event Pékin   | Dur (ext.) | 1er tour (1/16) | Kaia Kanepi | Victoria Azarenka Tatiana Poutchek | 6-2, 6-2 | Parcours |

## Parcours en Fed Cup
| #                                                                        | Date       | Lieu    | Surface      | Gagnante(s)                    | Perdante(s)                       | Score          |          |
|                                                                          |            |         |              |                                |                                   |                |          |
| 2004 - Barrage (groupe mondial I) - Estonie - République tchèque - 2 : 3 |            |         |              |                                |                                   |                |          |
| 1                                                                        | 10/07/2004 | Tallinn | Terre (ext.) | Barbora Strýcová               | Maret Ani                         | 7-63, 5-7, 8-6 | Parcours |
| 1                                                                        | 10/07/2004 | Tallinn | Terre (ext.) | Klára Koukalová                | Maret Ani                         | 7-5, 6-4       | Parcours |
| 1                                                                        | 10/07/2004 | Tallinn | Terre (ext.) | Maret Ani Margit Ruutel        | Michaela Paštiková Lucie Šafářová | 6-2, 6-4       | Parcours |
|                                                                          |            |         |              |                                |                                   |                |          |
| 2009 - Barrage (groupe mondial II) - Estonie - Israël - 3 : 2            |            |         |              |                                |                                   |                |          |
| 2                                                                        | 25/04/2009 | Tallinn | Dur (int.)   | Shahar Peer                    | Maret Ani                         | 6-1, 6-0       | Parcours |
| 2                                                                        | 25/04/2009 | Tallinn | Dur (int.)   | Tzipora Obziler                | Maret Ani                         | 4-6, 7-65, 6-3 | Parcours |
| 2                                                                        | 25/04/2009 | Tallinn | Dur (int.)   | Maret Ani Kaia Kanepi          | Tzipora Obziler Shahar Peer       | 1-6, 6-4, 8-6  | Parcours |
|                                                                          |            |         |              |                                |                                   |                |          |
| 2010 - 1er tour (groupe mondial II) - Estonie - Argentine - 4 : 1        |            |         |              |                                |                                   |                |          |
| 3                                                                        | 06/02/2010 | Tallinn | Dur (int.)   | Maret Ani                      | María Irigoyen                    | 6-1, 6-2       | Parcours |
| 3                                                                        | 06/02/2010 | Tallinn | Dur (int.)   | Maret Ani                      | Paula Ormaechea                   | 6-2, 6-3       | Parcours |
|                                                                          |            |         |              |                                |                                   |                |          |
| 2010 - Barrage (groupe mondial I) - Belgique - Estonie - 3 : 2           |            |         |              |                                |                                   |                |          |
| 4                                                                        | 24/04/2010 | Hasselt | Terre (int.) | Kim Clijsters                  | Maret Ani                         | 6-4, 6-2       | Parcours |
| 4                                                                        | 24/04/2010 | Hasselt | Terre (int.) | Yanina Wickmayer               | Maret Ani                         | 2-6, 6-1, 6-1  | Parcours |
| 4                                                                        | 24/04/2010 | Hasselt | Terre (int.) | Maret Ani Margit Ruutel        | Kirsten Flipkens Yanina Wickmayer | 2-6, 6-4, 6-3  | Parcours |
|                                                                          |            |         |              |                                |                                   |                |          |
| 2011 - 1er tour (groupe mondial II) - Estonie - Espagne - 1 : 4          |            |         |              |                                |                                   |                |          |
| 5                                                                        | 05/02/2011 | Tallinn | Dur (int.)   | Nuria Llagostera Anabel Medina | Maret Ani Margit Ruutel           | 6-1, 7-65      | Parcours |
|                                                                          |            |         |              |                                |                                   |                |          |
| 2011 - Barrage (groupe mondial II) - Biélorussie - Estonie - 5 : 0       |            |         |              |                                |                                   |                |          |
| 6                                                                        | 16/04/2011 | Minsk   | Dur (int.)   | Darya Kustova                  | Maret Ani                         | 6-3, 6-1       | Parcours |
| 6                                                                        | 16/04/2011 | Minsk   | Dur (int.)   | Darya Kustova Tatiana Poutchek | Maret Ani Anett Kontaveit         | 6-2, 6-3       | Parcours |

## Classements WTA en fin de saison

### En simple
| Année | 1999 | 2000 | 2001 | 2002 | 2003 | 2004 | 2005 | 2006 | 2007 | 2008 | 2009 | 2010 |
| Rang  | 971  | 285  | 224  | 181  | 142  | 204  | 95   | 127  | 114  | 109  | 166  | 431  |

Source : (en) « Classements de Maret Ani », sur le site officiel du WTA Tour

### En double
| Année | 1999 | 2000 | 2001 | 2002 | 2003 | 2004 | 2005 | 2006 | 2007 | 2008 | 2009 | 2010 |
| Rang  | 795  | 562  | 196  | 156  | 81   | 55   | 165  | 84   | 127  | 80   | 125  | 232  |

Source : (en) « Classements de Maret Ani », sur le site officiel du WTA Tour